# Satopanth
Der Satopanth ist ein Berg im Garhwal-Himalaya im indischen Bundesstaat Uttarakhand.
Der Satopanth befindet sich im nördlichen Teil der Gangotri-Gruppe. Seine Höhe beträgt 7075 m. Der Gangotrigletscher verläuft südlich des Satopanth. An der Ostflanke des Satopanth befindet sich das Nährgebiet des Suralayagletschers, ein Tributärgletscher des Chaturangigletschers. Der Satopanthgletscher befindet sich nicht direkt am gleichnamigen Berg, sondern etwa 20 km weiter südöstlich im südöstlichen Teil der Gangotrigruppe.
Der Satopanth wurde am 1. August 1947 von einer Schweizer Expedition (André Roch, René Ditterit, Alexander Graven und Alfred Sutter) über den Nordgrat erstbestiegen.